# Dichromia isosoceles
Dichromia isosoceles är en fjärilsart som beskrevs av George Thomas Bethune-Baker 1911. Dichromia isosoceles ingår i släktet Dichromia och familjen nattflyn. Inga underarter finns listade i Catalogue of Life.